# Sant Genís de Talteüll

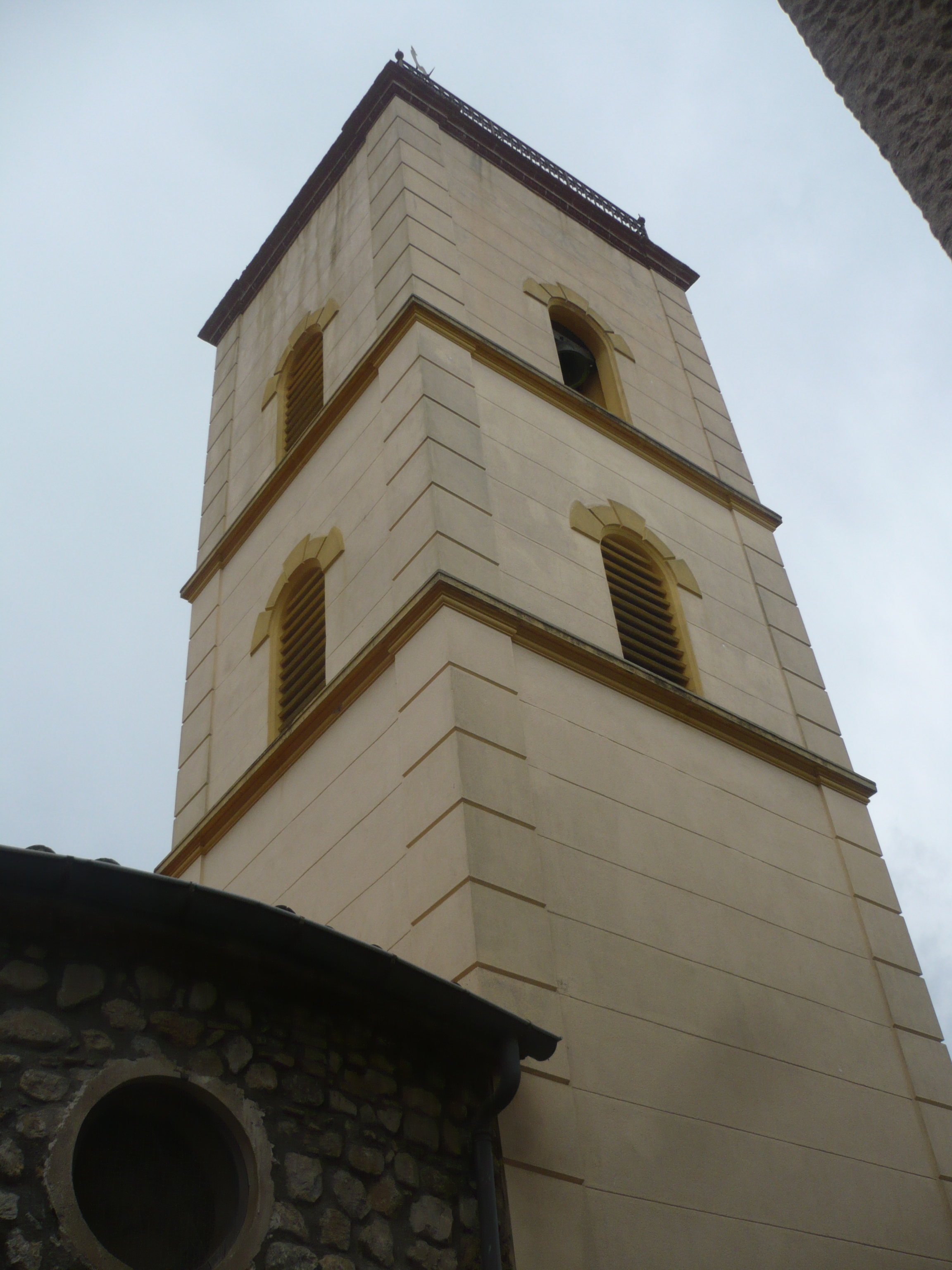
El campanar

Sant Genís de Talteüll és l'església parroquial del poble rossellonès de Talteüll, a la Catalunya Nord.
Està situada al bell mig del poble vell de Talteüll.

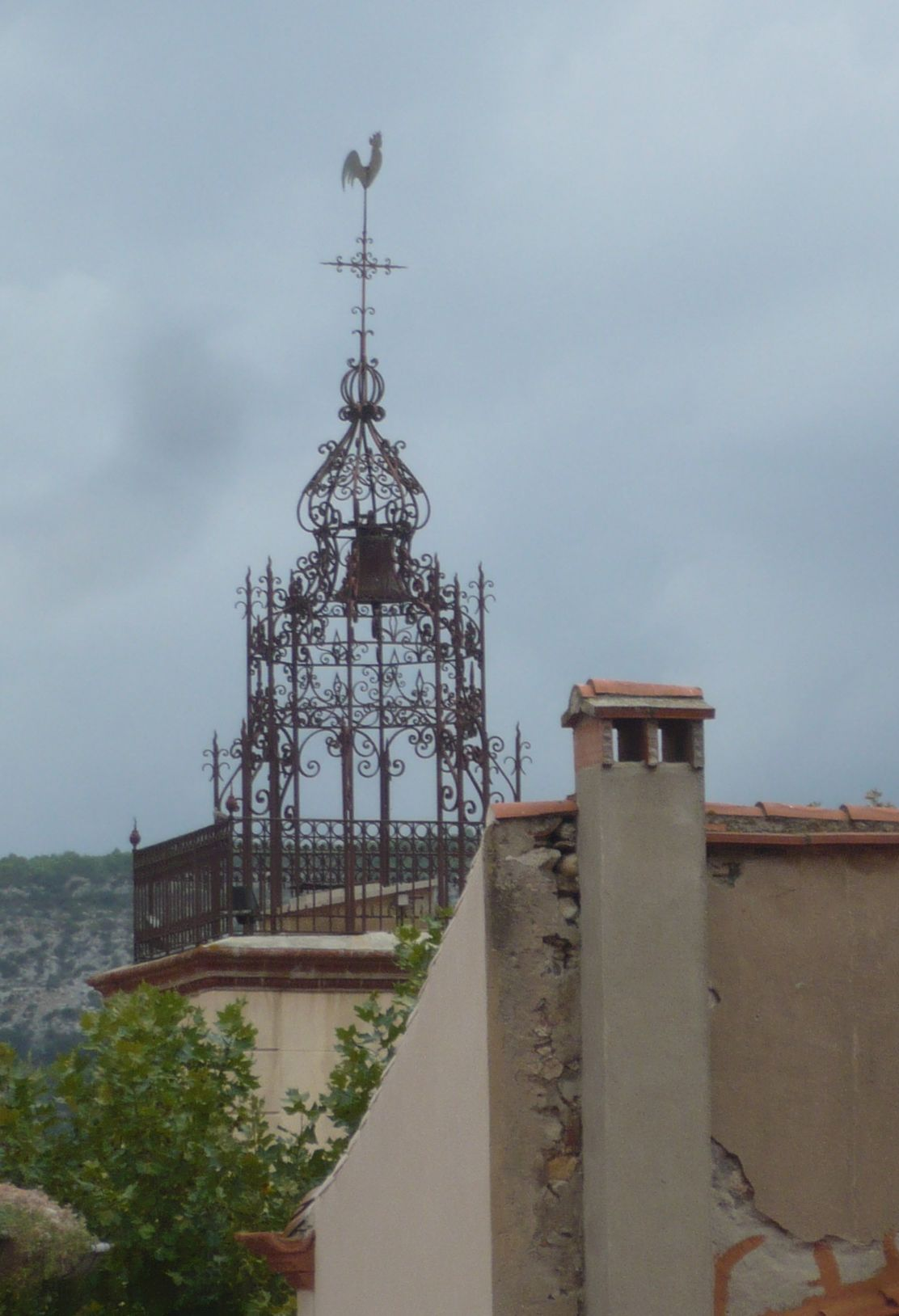
Coronament del campanar

És esmentada a partir del 1211, quan depenia de la diòcesi de Narbona. Fou reconstruïda el segle xix, i no queda res de l'edificació romànica.